# بيت ريتشاردسون
بيت ريتشاردسون (بالإنجليزية: Pete Richardson)‏ هو لاعب كرة قدم أمريكية أمريكي، ولد في 17 أكتوبر 1946 في يونغزتاون في الولايات المتحدة.

## وصلات خارجية
- بيت ريتشاردسون على موقع مرجع كرة القدم المحترفة.كوم (الإنجليزية)
- بيت ريتشاردسون على موقع قاعة لويزيانا للمشاهير الرياضية (الإنجليزية)